# Indiana Goofy
Indiana Goofy is een neef van de bekende stripfiguur Goofy. Indiana Goofy is een beroemde archeoloog. Dit figuur is een parodie op Indiana Jones.

## Biografie
Indiana woonde in de Amazone, later kocht hij een huis in de Duckstadse moerassen, om dichter bij zijn vrienden te wonen. Als hij in Duckstad komt vereert hij vaak Mickey Mouse met een bezoek. Hij is veelal ook degene die met hem meegaat op avontuur. Indiana heeft ook een aartsvijand, namelijk Docter Kranz. Deze houdt Indiana vaak in de gaten om zijn ontdekkingen te stelen om er beroemd mee te worden of er geld mee te verdienen. Indiana Goofy en Docter Kranz zijn samen op dezelfde school afgestudeerd en werden daarna partners. Dit veranderde nadat Indiana een deal van Dokter Kranz verijdeld waarbij een archeologische vondst (een gevaarlijk wapen) mee gemoeid was. Vervolgens werd Kranz de aartsvijand van Indiana.
Opvallend is dat Indiana gek is op drop van zijn trouwe leverancier Paco Negrita. Hij heeft dan ook altijd een voorraad drop mee, die hij verstopt op allerlei plaatsen, zoals onder zijn hoed, in een nep-pistool of gewoon in zijn broekzak. Zonder drop wordt hij neerslachtig. Verder slaapt hij altijd in een tent en loopt hij het liefst nooit door deuren, maar klimt hij graag door ramen naar binnen.
Naast dat de archeoloog altijd zijn favoriete dropjes (Zwartbollen) meeneemt heeft hij verder altijd een lasso bij zich. Hij kan hier dan ook goed mee overweg en heeft hiermee veel penibele situaties overleefd.
Indiana heeft ook een jeep, zijn Goofjeep. Deze gaat altijd mee op avontuur. De wagen is redelijk oud en begeeft het soms.
Toch wil Indiana geen afstand doen, want hij heeft al heel veel met de Goofjeep beleefd.

## Indiana in andere talen
- Engels: Arizona Goof
- Duits: Indiana Goof
- Noors: Indiana Beinson
- Zweeds: Indiana Jöns
- Fins: Indiana Hopo
- Grieks: Intiana Goufy
- Deens: Vildmule
- Italiaans: Indiana Pipps

## Donald Duck pockets
Veel verhalen over Indiana Goofy zijn te vinden in de Donald Duck pockets. Een pocket is naar hem vernoemd. Dit is pocket 5. Het verhaal waarin hij speelt heet "Het dal der zeven zonnen".